# Stubenberg, Steiermark
Stubenberg  är en ort och kommun i distriktet Hartberg-Fürstenfeld i förbundslandet Steiermark i Österrike.
Kommunen består av fem orter (Ortschaften) (inom parentes invånarantal 1 januari 2024):
- Buchberg bei Herberstein (200)
- Freienberg (256)
- Stubenberg am See (647)
- Vockenberg (401)
- Zeil bei Stubenberg (727)